# Kasper Nielsen
Kasper Nielsen (Hillerød, 1975. június 9. –) dán válogatott kézilabdázó, posztját tekintve: balátlövő. Jelenleg a dán Bjerringbro-Silkeborg játékosa.
Pályafutása során megfordult több dán csapatban is. Játékosa volt többek között a Team Helsinge, a Helsingør és a GOG Gudme Svendsborg együtteseinek. 2001-ben Németországba az SG Flensburg-Handewitt csapatába igazolt, ahol mindössze csak egy szezont töltött és 2002-ben visszatért a Gudmeba. 2005-ben aztán ismét a Flensburg játékosa lett és 2008-ig játszott a német csapatban. Ekkor immáron harmadjára igazolta le a Gudme. Két szezon után távozott és egy kis ideig a Faaborg HK-t erősítette. 2010-től a Bjerringbro-Silkeborg alkalmazásában áll.
A dán válogatottban 2003-ban mutatkozhatott be. A 2008-as és a 2012-es Európa-bajnokság arany, a 2011-es világbajnokságon pedig ezüstérmet szerzett a nemzeti csapat tagjaként.

## Sikerei

### Válogatottban
- Világbajnokság: 
  - 2. hely: 2011
- Európa-bajnokság: 
  - 1. hely: 2008, 2012